# Бэнд, Ричард
Ри́чард Го́вард Бэнд (англ. Richard Howard Band, род. 28 декабря 1953) — американский композитор.

## Биография
Ричард Бэнд родился в Лос-Анджелесе 28 декабря 1953 года. Его отец кинопродюсер, режиссёр и сценарист Альберт Бэнд. Он приходится родным братом Чарльзу Бэнду и дядей Алексу Бэнду. В возрасте 5 лет вместе с семьей он переехал в Швецию за отцом, который следовал за Джоном Хьюстоном, c которым работал в качестве режиссёра и продюсера. Следующий год семья прожила в Париже, где Ричард по возвращении из школы изучал симфонии Бетховена «раскладывая» их на столе в столовой.
В 1959 году семья перебралась в Рим и прожила там 11 лет. В 1963 году в Мадриде Ричард купил свою первую гитару. Через короткое время подросток начал работать музыкантом в окрестностях Рима, а годом позже начал организовывать собственные группы и стал колесить с концертами по всей Италии в сопровождении четырех взрослых музыкантов. В 17 лет Ричард уже был известен в большинстве городов Италии и Европы.
В 1970 году уже известным музыкантом он возвращается в США. С 1972 года Ричард Бэнд начинает посещать музыкальную школу перенимая мастерство у своих педагогов Джона Рингголда и композитора Дорранса Сталвея — звёзд «Monday Evening Concerts». В это время Чарльз открыл свою первую кинокомпанию, и Ричард взял перерыв в музыке и начал работать с братом в качестве помощника режиссёра в некоторых фильмах.

## Фильмография
- 1978 — Лазерный взрыв / Laserblast
- 1982 — Паразит / Parasite
- 1983 — Металлический шторм: Крах Джаред-Сина/Metalstorm: The Destruction of Jared-Syn
- 1985 — Солдаты вне времени/Zone Troopers
- 1985 — Реаниматор/Re-Animator
- 1986 — Извне/From Beyond
- 1986 — Тролль / Troll
- 1988 — Тюрьма/Prison
- 1989 — Арена/Arena
- 1989 — Повелитель кукол/Puppet Master
- 1990 — Невеста реаниматора/Bride Of Re-Animator
- 1990 — Тёмная зона/Shadowzone
- 1990 — Бей и жги/Crash and Burn
- 1990 — Колодец и маятник/The Pit And The Pendulum
- 1990 — Посвящение: Тихая ночь, смертельная ночь 4/Initiation: Silent Night, Deadly Night 4
- 1991 — Повелитель кукол 2/Puppet Master II
- 1991 — Повелитель кукол 3: Месть Тулона/Puppet Master III: Toulon’s Revenge
- 1992 — Воскресший/The Resurrected
- 1992 — Демонические игрушки/Demonic Toys
- 1993 — Дистанционное управление/Remote
- 1993 — Повелитель кукол 4/Puppet Master 4
- 1994 — Мир драконов/Dragonworld
- 1994 — Повелитель кукол 5: Последняя глава/Puppet Master 5: The Final Chapter
- 1995 — Псих в замке/Castle Freak
- 2005 — Мастера ужасов/Masters of Horror
  - эпизод Сны в доме ведьм/Dreams in the Witch-House
- 2006 — Мастера ужасов/Masters of Horror
  - эпизод Валери на лестнице/Valerie on the Stairs
- 2007 — Мастера ужасов/Masters of Horror
  - эпизод Вашингтонцы/The Washingtonians